# Jiří Mazoch
Jiři Mazoch, född 2 januari 1990 i Čeladná, är en före detta tjeckisk backhoppare.
Han är yngre bror till backhopparen Jan Mazoch som kraschade olyckligt i Zakopane i januari 2007 och barnbarn till den tidigare olympiasegraren Jiří Raška. Jiři Mazochs bästa framgång är en 8:e plats i Continentalcupen.